# Dauphins de Créteil
Dauphins de Créteil é um clube de polo aquático da cidade de Créteil, França.

## História
O clube foi fundado em 1973. 

## Títulos
- Liga Francesa de Polo aquático
  - 1986, 1987, 1988, 1989, 1990, 1991, 1992, 1993